# 정은숙 (출판인)
정은숙(1962년 ~ )은 출판사 마음산책의 대표이다.
1962년 전주에서 출생하여 이화여대 정치외교학과를 졸업했다. 1985년 출판계에 입문하여 <세계사> 편집장, <열림원> 주간을 거쳐 2000년에 <마음산책>을 창업했다.
1992년 <작가세계>를 통해 문단에 데뷔하여 시집 <비밀을 사랑한 이유(민음사, 1994)>, <나만의 것(민음사, 1999)>을, 인문서 <편집자 분투기(바다출판사, 2004)>와 <책 사용법(마음산책, 2010)>
등을  출간했다.
한국출판인회의 대외교섭위원장, 대한출판문화협회 홍보상무이사, 서울북인스티튜트 원장을 역임했다.

## 저서
단독 저서
- 《비밀을 사랑한 이유》. 민음사. 1994년 11월 1일. ISBN 9788937405776 {{isbn}}의 변수 오류: 유효하지 않은 ISBN.
- 《나만의 것》. 민음사. 1999년 4월 10일. ISBN 9788937406782
- 《편집자 분투기》. 바다출판사. 2004년 8월 10일. ISBN 9788955612486
- 《책 사용법》. 마음산책. 2010년 6월 20일. ISBN 9788960900790|

공저
- 《출판편집자가 말하는 편집자》. 부키. 2009년 9월 2일. ISBN 9788960510579
- 《편집자로 산다는 것》. 한국출판마케팅연구소. 2012년 5월 7일. ISBN 9788989420781